# Імабецу

41°10′55″ пн. ш. 140°28′54″ сх. д. / 41.18194° пн. ш. 140.48167° сх. д.
Імабе́цу (яп. 今別町, いまべつまち, МФА: [imabet͡su mat͡ɕi̥]) — містечко в Японії, в повіті Хіґасі-Цуґару префектури Аоморі. Станом на 1 жовтня 2007 площа містечка становила 125,28 км². Станом на 1 липня 2008 населення містечка становило 3456 осіб.